# سن-الکساندر-د-لاک، کبک
سَن-الکساندر-دِ-لاک (به فرانسوی: Saint-Alexandre-des-Lacs) قصبه‌ای در منطقه شهری لا ماتاپدیا ناحیه با-سن-لوران در استان کبک کانادا است. در سرشماری سال ۲۰۱۱ این قصبه ۳۰۴ نفر جمعیت داشته‌است و مساحت آن ۹۲٫۹۸ کیلومتر مربع است.